# Neshama
 (février 2013).
Neshama (נשמה) est le nom donné à l'âme humaine dans la Bible, notamment dans la Genèse hébraïque (Berechit) où il est écrit : « L'Éternel-Dieu façonna l'homme, poussière détachée du sol, il fit pénétrer dans ses narines un souffle de vie, et l'homme devint une âme vivante. »

## Étymologie
Le terme « souffle de vie » correspond au terme original « Nishmat hayim » : « souffle de vies » . Nishmat est l'état construit de neshama (souffle ou âme) et hayim est le pluriel de haya (vie). Dans la version hébraïque, vie est toujours au pluriel, comme panim (les faces, les visages), ou "Eloim (Dieu), mais ca ne doit pas être considéré comme un réel pluriel car en hébreu le pluriel est aussi utilisé comme marque de respect d'un concept singulier.

## Dans laKabbale
Dans la kabbale hébraïque, cinq niveaux de l'âme sont définis, depuis la plus basse jusqu'à la plus élevée :
- Nefesh (נפשׁ) est l'âme animale siège des fonctions physiologiques (respiration, circulation, digestion, excrétion, reproduction).
- Ruah (רוח) est à l'âme émotionnelle siège des sentiments (amour, haine, joie, colère, envie).
- Neshama (נשׁמה) est l'âme intellectuelle siège de l'intuition et de la raison. Ce niveau relié à la source divine contient l'étincelle que chacun a reçue à la naissance.
- Haya (חיה) la vivante est l'âme spirituelle reliant l'esprit humain à la vie universelle en lui faisant prendre conscience de sa place parmi le Tout formé par la création.
- Yehida (יהידה) ressentie par de rares initiés permet à l'esprit humain de fusionner avec Dieu, et d'atteindre le domaine de l'essence divine : l'Aïn-Sof inaccessible aux sens et à l'entendement. Cet état ultime est traduit par un terme crucial de la Bible : Echad, Tout est Un, en hébreu.

Les trois premiers niveaux correspondent aux trois niveaux de l'âme définis par Platon : Soma (l'âme physiologique), Psyché (l'âme émotionnelle et Nous (l'âme intellectuelle).
La doctrine kabbalistique de l'âme, structurée en cinq niveaux, est attribuée à Isaac Louria (1534-1572), dans son ouvrage le plus célèbre, le  Sefer Et's hayim (livre de l'arbre de la vie). L'acronyme formé par les cinq niveaux de l'âme forme le mot NE-RA-NH-A-I. Dans son ouvrage, Isaac Louria fait correspondre les cinq niveaux de l'âme avec les cinq Partsoufim (visages, ou configurations). Chaque visage est formé par l'assemblage d'une ou plusieurs séphirots (émanations divines), au nombre de dix, provenant directement de l'Aïn-sof. Enfin, chaque niveau de l'âme existe dans un des quatre mondes.

### Structures
Voici la structure des quatre mondes, du plus élevé vers le plus bas :
1. : Atsilut, le monde supérieur de l'émanation, le plus proche de l'Aïn-Sof, qui baigne dans la pure lumière divine, et qui contient à la fois Yehidah et Hayah. Yehidah correspond au visage d'Arikh Anpin (ou Grand Visage), formé par les émanations des deux séphiroths : Keter (la Couronne) et Hokhma (la Sagesse). Hayah correspond au visage de Abah, formé par les émanations des deux séphiroths : Hokhma (la Sagesse) et Binah (le Discernement).
2. : Beriah, le monde de la création, celui des Idées ou des archétypes, et qui contient Neshama. Neshama correspond au visage d'Imah, formé par les émanations des deux séphiroths : Hokhma (la Sagesse) et Binah (le Discernement).
3. : Yetsirah, le monde de la formation, dans lequel les Idées prennent une forme, mais pas encore un contenu, et qui contient Ruah. C'est également le monde des anges gardiens ou des mala'ch (souffles spirituels) ainsi que des forces élémentaires. Ruah correspond au visage de Zeir Anpin (ou Petit visage), formé par les émanations des 6 séphiroths inférieures : Hessed (l'Amour), Guevoura (la Rigueur), Tipheret (la Beauté), Nets'ah (la Gloire), Hod (la Splendeur) et Yesod (la Fondation).
4. : Assiah, le monde inférieur de l'action, dans lequel les formes issues des idées prennent enfin un corps, et qui contient Nefesh. C'est notre monde, c'est la Terre remplie d'êtres vivants. C'est le monde parcouru par l'agitation humaine. Il correspond au cinquième et dernier visage : Nukvah. Il est formé uniquement par l'émanation de la dernière séphira : Malkhout (le Royaume).